# Książę Walii

Herb Księcia Walii

Godło Księcia Walii

Flaga Walii

Książę Walii (ang. Prince of Wales; wal. Tywysog Cymru) – tytuł historycznie używany przez niezależnych książąt walijskich, a od XIV wieku przez następcę angielskiego, a później brytyjskiego tronu. Drugi syn otrzymuje tytuł księcia Yorku.
Od 9 września 2022 księciem Walii jest Wilhelm, syn króla Karola III, który wcześniej nosił ten tytuł jako najstarszy syn królowej Elżbiety II. Młodszy brat monarchy, Andrzej jest księciem Yorku, zaś książę Edward, najmłodszy z rodzeństwa, księciem Edynburga.
Następca tronu brytyjskiego zwyczajowo otrzymuje również inne tytuły: książę Kornwalii i hrabia Chester, oraz jako następca tronu Szkocji: książę Rothesay, hrabia Carrick, baron Renfrew i lord Wysp.

## Historia
Pierwszym księciem Walii został w 1218 r. Llywelyn ab Iorwerth, król Gwynedd, po zjednoczeniu walijskich księstw.
W 1301 r. nadał ten tytuł swemu synowi – późniejszemu Edwardowi II – król Anglii, Edward I, aby podkreślić ostateczne powiązanie podbitej Walii z koroną angielską. Według legendy, król obiecał wtedy podbitym Walijczykom, że ich władcą będzie książę urodzony w Walii, który nie mówi słowa po angielsku. Jego obietnica została entuzjastycznie przyjęta przez mieszkańców, a Edward I dotrzymał jej w podstępny sposób – nadając ten tytuł swemu nowo narodzonemu synowi, który nie mówił jeszcze w ogóle. Ta legenda powstała najprawdopodobniej w XVI wieku, ale faktem jest, że Edward II urodził się w Caernarfon w Walii. Ku historycznej ścisłości należy jeszcze dodać, że jego pierwszym językiem była zapewne normandzka odmiana francuskiego, a nie angielski.
Książę Walii jest tradycyjnie tytułowany „Jego Królewska Wysokość” (ang. His Royal Highness). Żona księcia Walii przyjmuje tytuł księżnej Walii (ang. Princess of Wales), jednak traci ten tytuł w przypadku rozwodu (doszło do zmian w przypadku księżnej Diany, odbierając jej jedynie styl JKW, ale pozostawiając „Księżna Walii” ze względu na wysoką popularność). Po ślubie ówczesnego księcia Walii Karola, jego żona Kamila, choć była uprawniona do tytułu, to ze względu na popularność Diany, publicznie posługiwała się aż do wstąpienia swego męża na tron, innym przynależnym jej tytułem „księżnej Kornwalii”.

## Herb
Herbem księcia Walii jest herb królewski Zjednoczonego Królestwa z nałożonym srebrnym kołnierzem turniejowym. Od XIX w. bywa umieszczany dodatkowo w tarczy sercowej mały ukoronowany herb księstwa Walii. Godłem księcia Walii są trzy pióra strusie z nasuniętą koroną, związane wstęgą z dewizą. Dewizą księcia Walii jest Ich Dien (z niem. „służę”) – przyjęta przez Czarnego Księcia od umierającego króla Czech, w bitwie pod Crécy w 1346 r.

## Lista książąt Walii

### Niezależni książęta walijscy
| # | Imię                   |  | Urodzony | Zmarł                      | Czas rządów | Rodzice                                          |
| - | ---------------------- |  | -------- | -------------------------- | ----------- | ------------------------------------------------ |
| 1 | Llywelyn ap Iorwerth   |  | ok. 1173 | 11 kwietnia 1240 Aberconwy | 1218-1240   | Iorwerth Drwyndwn Marared ferch Madog            |
| 2 | Dafyff ab Llywelyn     |  | ok. 1208 | 25 lutego 1246 Aber        | 1240-1246   | Llywelyn ab Iorwerth Joanna FitzRoy              |
| 3 | Llywelyn ab Gruffydd   |  | ok. 1223 | 11 grudnia 1282            | 1246-1282   | Gruffydd ap Llywelyn Senena                      |
| 4 | Dafydd III ab Gruffydd |  | ok. 1235 | 3 października 1283        | 1282-1283   | Gruffydd ap Llywelyn Senena                      |
| 5 | Madoc ab Llywelyn      |  | ???      | po 1312                    | 1294-1295   | Llywelyn ap MareduddN.N.☃☃                       |
| 6 | Owain III Lawgoch      |  | ok. 1330 | lipiec 1378                | 1372-1378   | Thomas ap Rhodi N.N.                             |
| 7 | Owain IV Glyndwr       |  | ok. 1359 | ok. 1416                   | 1400-1415   | Gruffydd Fychan II Elen ferch Thomas ap Llywelyn |

### Książęta walijscy jako następcy tronu Anglii
| #  | Imię                           |  | Urodzony                            | Zmarł                              | Czas rządów | Rodzice                                                   | Król jako   |
| -- | ------------------------------ |  | ----------------------------------- | ---------------------------------- | ----------- | --------------------------------------------------------- | ----------- |
| 1  | Edward                         |  | 25 kwietnia 1284 Caernarvon         | 21 września 1327 Berkley           | 1301-1307   | Edward I Długonogi Eleonora kastylijska                   | Edward II   |
| 2  | Edward (Czarny Książę)         |  | 15 czerwca 1330 Woodstock           | 8 czerwca 1376 Westminster         | 1343-1376   | Edward III Filipa de Hainault                             | –           |
| 3  | Ryszard                        |  | 6 czerwca 1377 Bordeaux             | 14 lutego 1400 Pontefract          | 1376-1377   | Edward (Czarny Książę) Joanna z Kentu                     | Ryszard II  |
| 4  | Henryk Monmouth                |  | 16 września 1387 Monmouth           | 31 sierpnia 1422 Vincennes         | 1399-1413   | Henryk IV Lancaster Maria de Bohun                        | Henryk V    |
| 5  | Edward Westminster             |  | 13 października 1453 Westminster    | 4 maja 1471 Tewkesbury             | 1453-1471   | Henryk VI Lancaster Małgorzata Andegaweńska               | –           |
| 6  | Edward York                    |  | 4 listopada 1470 Westminster        | sierpień 1483 Tower                | 1470-1483   | Edward IV York Elżbieta Woodville                         | Edward V    |
| 7  | Edward Middleham               |  | 1473 Middleham                      | 9 kwietnia 1484                    | 1483-1484   | Ryszard III York Anna Neville                             | –           |
| 8  | Artur Tudor                    |  | 20 września 1486 Winchester         | 2 kwietnia 1502 Ludlow             | 1486-1502   | Henryk VII Tudor Elżbieta York                            | –           |
| 9  | Henryk Tudor                   |  | 28 czerwca 1491 Greenwich           | 28 stycznia 1547 Whitehall         | 1502-1509   | Henryk VII Tudor Elżbieta York                            | Henryk VIII |
| 10 | Edward Tudor                   |  | 12 października 1537 Hampton Court  | 6 lipca 1553 Greenwich             | 1537-1547   | Henryk VIII Tudor Jane Seymour                            | Edward VI   |
| 11 | Henryk Fryderyk Stuart         |  | 19 lutego 1594 Stirling             | 6 listopada 1612                   | 1610-1612   | Jakub I Stuart Anna Duńska                                | –           |
| 12 | Karol Stuart                   |  | 19 listopada 1600 Dunfermline       | 30 stycznia 1649 Londyn            | 1616-1625   | Jakub I Stuart Anna Duńska                                | Karol I     |
| 13 | Karol Stuart                   |  | 29 maja 1630 St. James’s Palace     | 6 lutego 1685                      | 1630-1649   | Karol I Stuart Henrietta Maria Burbon                     | Karol II    |
| 14 | Jakub Franciszek Edward Stuart |  | 10 czerwca 1688 St. James’s Palace  | 1 stycznia 1766 Rzym               | 1688-1689   | Jakub II Stuart Maria z Modeny                            | –           |
| 15 | Jerzy August                   |  | 10 listopada 1683                   | 25 października 1760               | 1714-1727   | Jerzy I Hanowerski Zofia Dorota z Celle                   | Jerzy II    |
| 16 | Fryderyk Ludwik                |  | 1 lutego 1707                       | 31 marca 1751 Londyn               | 1727-1751   | Jerzy II Hanowerski Karolina z Ansbachu                   | –           |
| 17 | Jerzy                          |  | 4 czerwca 1738 Londyn               | 29 stycznia 1820 Windsor           | 1751-1760   | Fryderyk Ludwik Hanowerski Augusta von Sachsen-Gotha      | Jerzy III   |
| 18 | Jerzy                          |  | 12 sierpnia 1762 St. James’s Palace | 26 czerwca 1830                    | 1762-1820   | Jerzy III Hanowerski Zofia Charlotta Mecklenburg-Strelitz | Jerzy IV    |
| 19 | Albert Edward                  |  | 9 listopada 1841 Buckingham         | 6 maja 1910 Buckingham             | 1841-1901   | Albert von Sachsen-Coburg-Gotha Wiktoria Hanowerska       | Edward VII  |
| 20 | Jerzy                          |  | 3 czerwca 1865 Londyn               | 20 stycznia 1936 Sandringham House | 1901-1910   | Edward VII Koburg Aleksandra Duńska                       | Jerzy V     |
| 21 | Edward                         |  | 23 czerwca 1894 Richmond            | 28 maja 1972 Paryż                 | 1910-1936   | Jerzy V Windsor Maria Teck                                | Edward VIII |
| 22 | Karol                          |  | 14 listopada 1948 Buckingham        |                                    | 1958-2022   | Filip Mountbatten, książę Edynburga Elżbieta II Windsor   | Karol III   |
| 23 | Wilhelm                        |  | 21 czerwca 1982 Londyn              |                                    | 2022-       | Karol III Diana, księżna Walii                            |             |